# Joe Greene
Para el atleta véase Joe Greene (atleta).
Charles Edward Greene, más conocido como “Mean Joe” Greene, (Temple, 24 de septiembre de 1946), es un exjugador de fútbol americano. Jugó como defensive tackle para los Pittsburgh Steelers de la NFL. A principios de la década de 1970 se desarrolló hasta convertirse en el liniero defensivo más dominante en la NFL. Es considerado como el mejor en toda la historia de la NFL en esa posición y piedra angular de la famosa unidad defensiva llamada "Steel Curtain" o la "Cortina de Acero". Es miembro del Salón de la Fama del Fútbol Americano Profesional y del Salón de la Fama del Fútbol Americano Universitario. Fue campeón del Super Bowl en cuatro ocasiones distintas con los Steelers (IX, X, XIII, XIV). Después de retirarse como jugador en 1981, Greene fue contratado como entrenador asistente bajo el ala de Chuck Noll. Pasó los siguientes 16 años como entrenador asistente con los equipos de Pittsburgh Steelers, Miami Dolphins y Arizona Cardinals. En 2004 se retiró como entrenador y fue nombrado como asistente especial de personal con Pittsburgh. En esa posición ganó otros dos campeonatos de Super Bowl cuando Pittsburgh ganó los Super Bowls XL y XLIII. 
En la lista de los 100 mejores jugadores de la historia de la NFL de noviembre de 2010, Greene fue ubicado como el mejor DT de todos los tiempos.